# Róbert Petruš
Róbert Petruš (* 13. dubna 1973) je bývalý slovenský fotbalista, záložník. Po skončení aktivní kariéry působí jako trenér.

## Fotbalová kariéra
S fotbalem začínal v Prešově jako doplňkovým sportem k hokeji, naplno se fotbalu věnoval od zranění ruky v 18 letech. V československé lize hrál za Tatran Prešov. Nastoupil v 5 ligových utkáních a dal 1 ligový gól. Dále hrál i za BSC JAS Bardejov, Kuusysi Lahti, FK Púchov a Gazovik Gazprom Iževsk. V Poháru vítězů pohárů nastoupil ve 2 utkáních.

## Ligová bilance
| Ročník                                   | Zápasy | Góly | Klub          |
| ---------------------------------------- | ------ | ---- | ------------- |
| 1. československá fotbalová liga 1991/92 | 5      | 1    | Tatran Prešov |
| CELKEM 1. liga                           | 5      | 1    |               |